# Mirabel (pruim)
De mirabel is een groep van pruimenrassen die door Moritz Balthasar Borkhausen in 1803 aanvankelijk werden beschreven als de soort Prunus syriaca. Het taxon wordt ook wel als een ondersoort van de pruim opgevat (Prunus domestica subsp. syriaca) of als een kruising van de pruim met een onbekende andere oudersoort (Prunus ×syriaca).
Mirabellen komen van nature voor in Europa en Azië en zijn waarschijnlijk oorspronkelijk afkomstig uit West-Azië. De boom kan 3 tot 6 m hoog worden. Het blad is min of meer elliptisch van vorm en heeft een gekartelde rand. In een bloemknop zitten meestal twee bloemen.
De ronde vruchten zijn klein en meestal geel van kleur. Er zijn echter ook variëteiten met rode of donkerblauwe vruchten. Het zoet smakende stevige vruchtvlees laat meestal makkelijk los van de pit (steen). Ze worden veel gebruikt voor verwerking.

## Rassen
- 'Mirabelle De Nancy' is een zeer oud ras van onbekende herkomst. De kleine ronde gele kersachtige pruimpjes zijn heel geschikt voor verwerking (stoven, wecken, jam, op suikersiroop en compote), maar kunnen ook goed vers worden gegeten. Tamelijk grote bomen die pas later beginnen te dragen, daarna wisselen zeer productieve en wat minder productieve jaren elkaar gewoonlijk af. Het ras is zelfbestuivend. De goudgele vruchten zijn begin september rijp. Het stevige vruchtvlees laat gemakkelijk van de steen los en is smakelijk.
- 'Mirabelle De Metz' is eveneens een zeer oud ras met gele ronde tot iets langwerpige vruchtjes met aan de zonzijde rode stippen. De vruchtjes zijn nòg kleiner dan die van de Nancy-mirabel en hebben iets minder stevig vruchtvlees dat heel zoet smaakt. Niet zelfbestuivend.
- 'Bellamira' is een Duits ras dat is ontstaan uit een kruising van 'Cacanska Najbolja' met 'Mirabelle de Nancy'. De Bellamira heeft grotere vruchten dan de oude Nancy-mirabel. De bomen komen veel eerder in productie en zijn regelmatiger productief. Rijpt ongeveer 7 tot 10 dagen eerder dan de Nancy-mirabel. Kan daarna relatief lang aan de boom blijven hangen. Zelfbestuivend.
- 'Miragrande' is eveneens een Duits ras dat is ontstaan uit een kruising van 'Mirabelle van Herrenhausen' met 'Gele Kwets'. Net als Bellamira geeft ook Miragrande grotere vruchten dan de oude 'Mirabelle de Nancy'. De vruchten zijn echter wel iets kleiner dan van 'Bellamira'. Ook van dit ras komen de bomen veel eerder in productie en zijn regelmatiger productief. Rijpt gelijk met tot een week later dan de Nancy-mirabel. Kan net als Bellamira lang aan de boom blijven hangen. Zelfbestuivend.

## Afbeeldingen

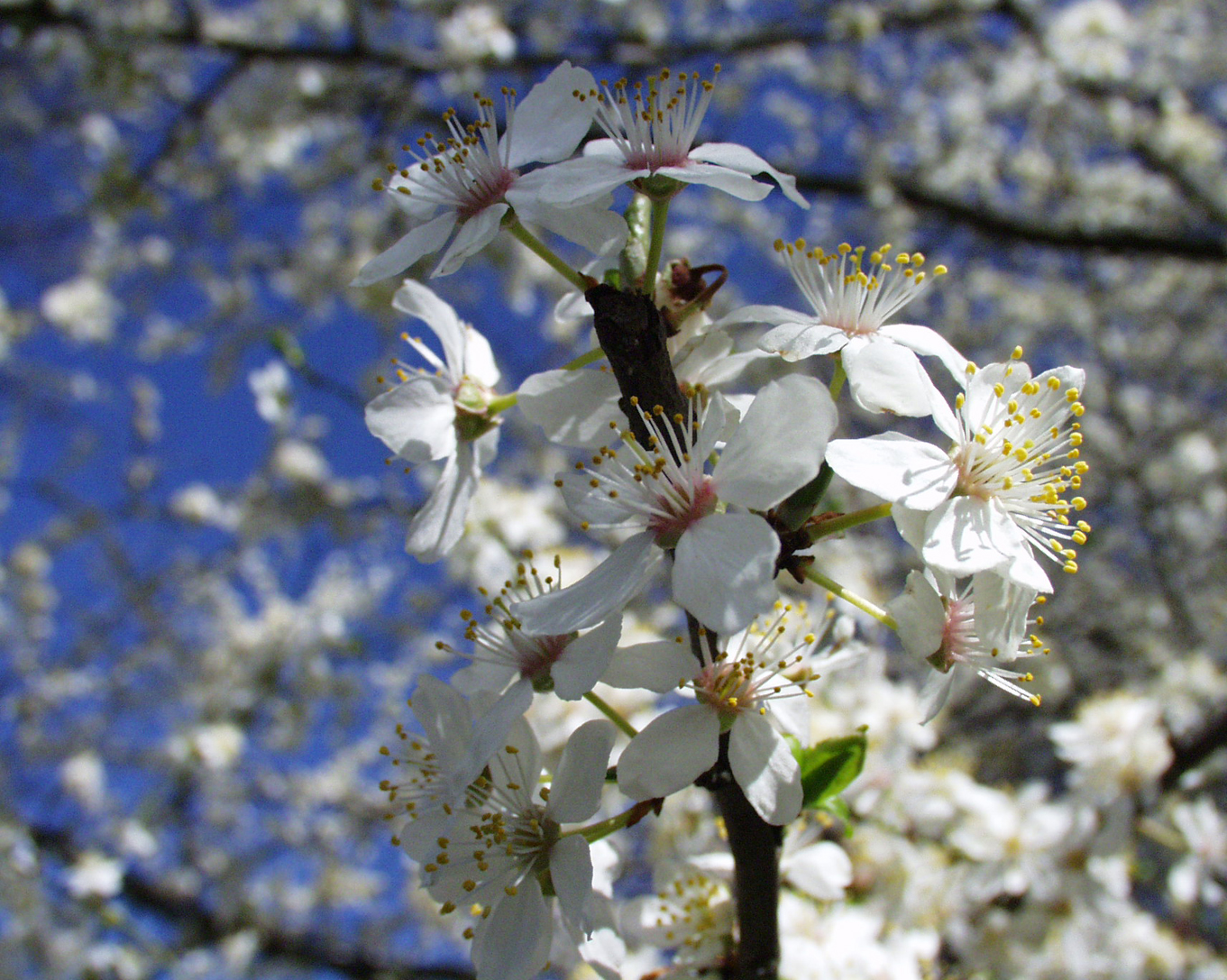
Bloesem
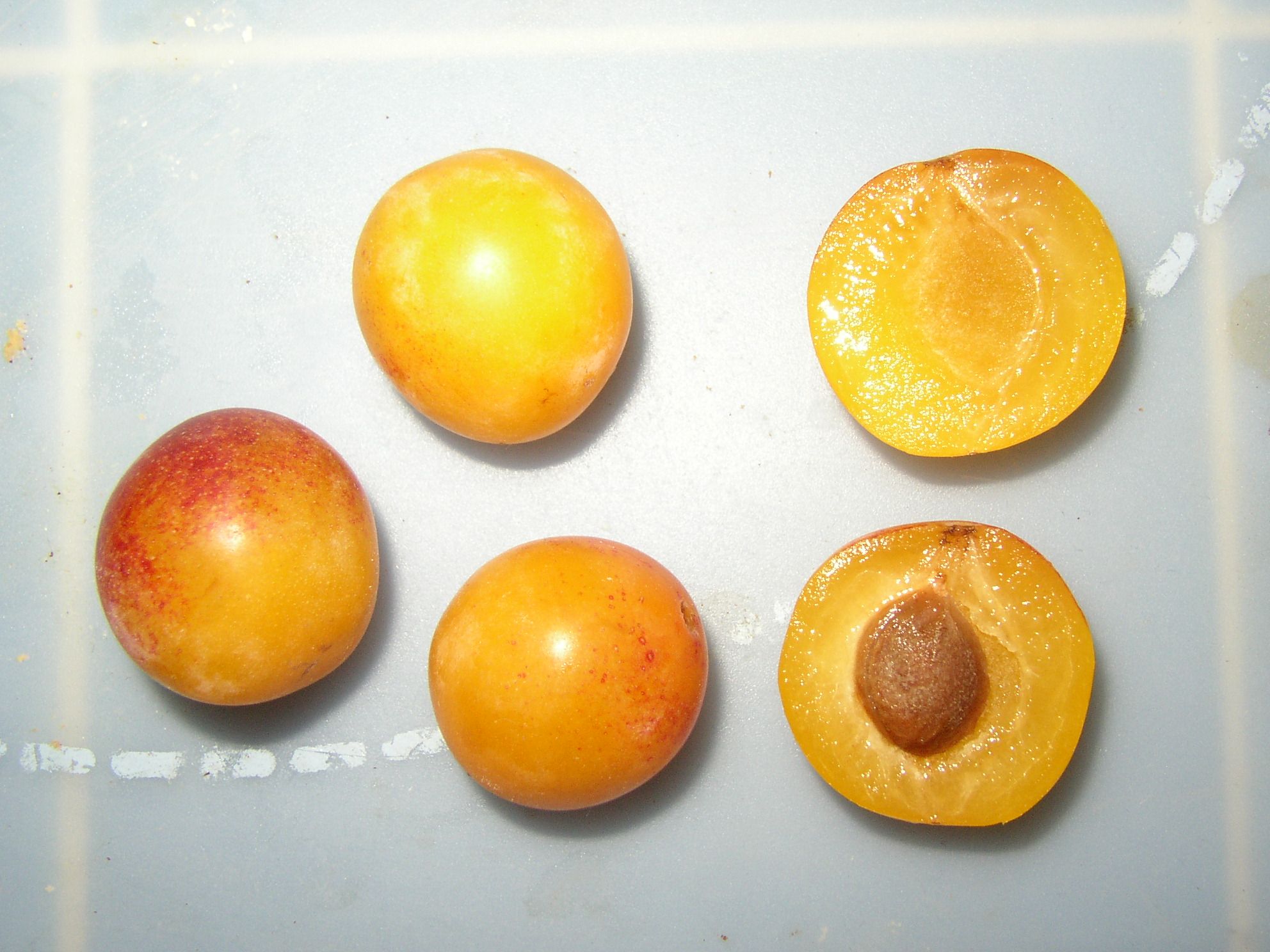
Vrucht